# Richard Seiffert-Wattenberg

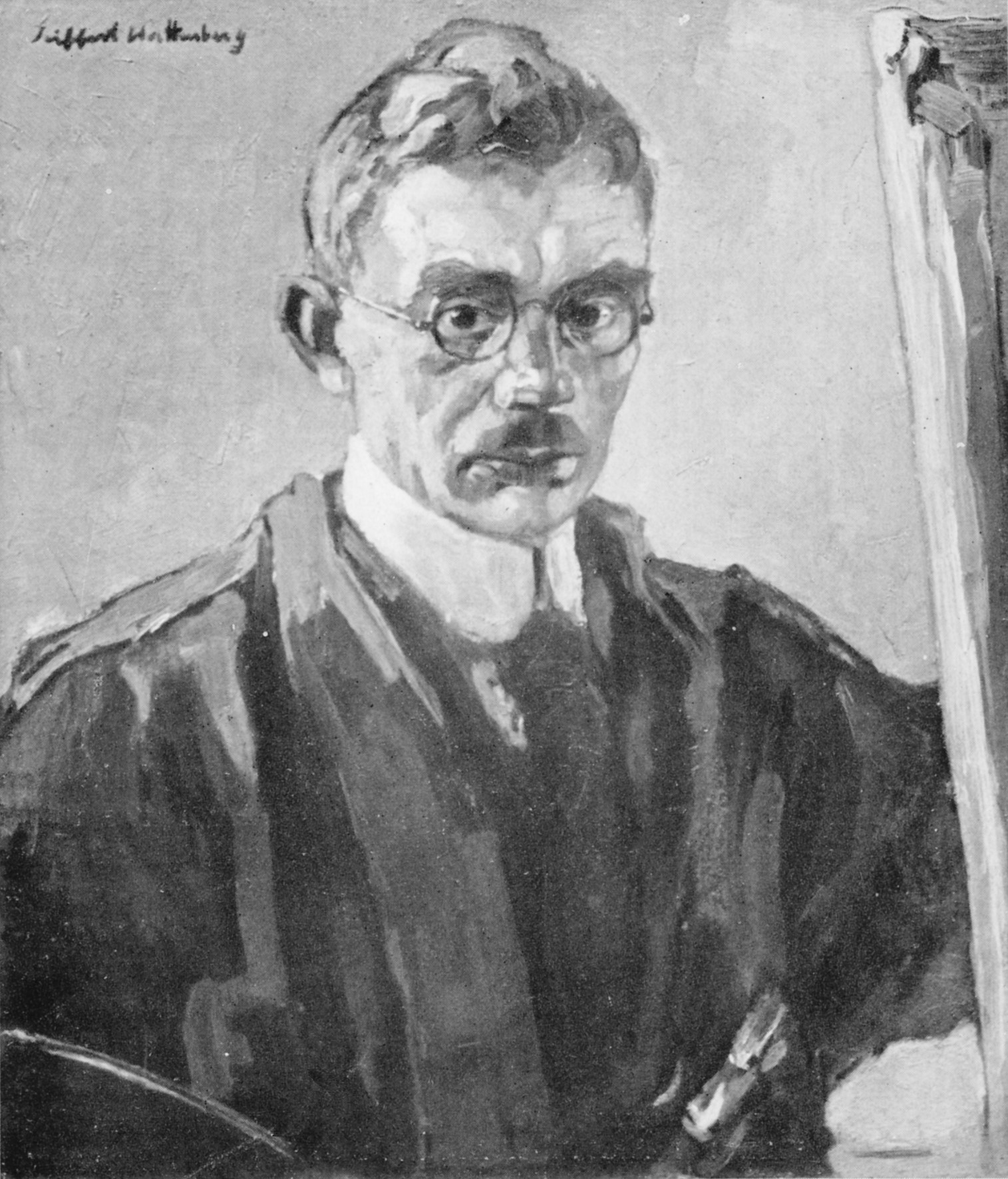
Selbstporträt, circa 1916

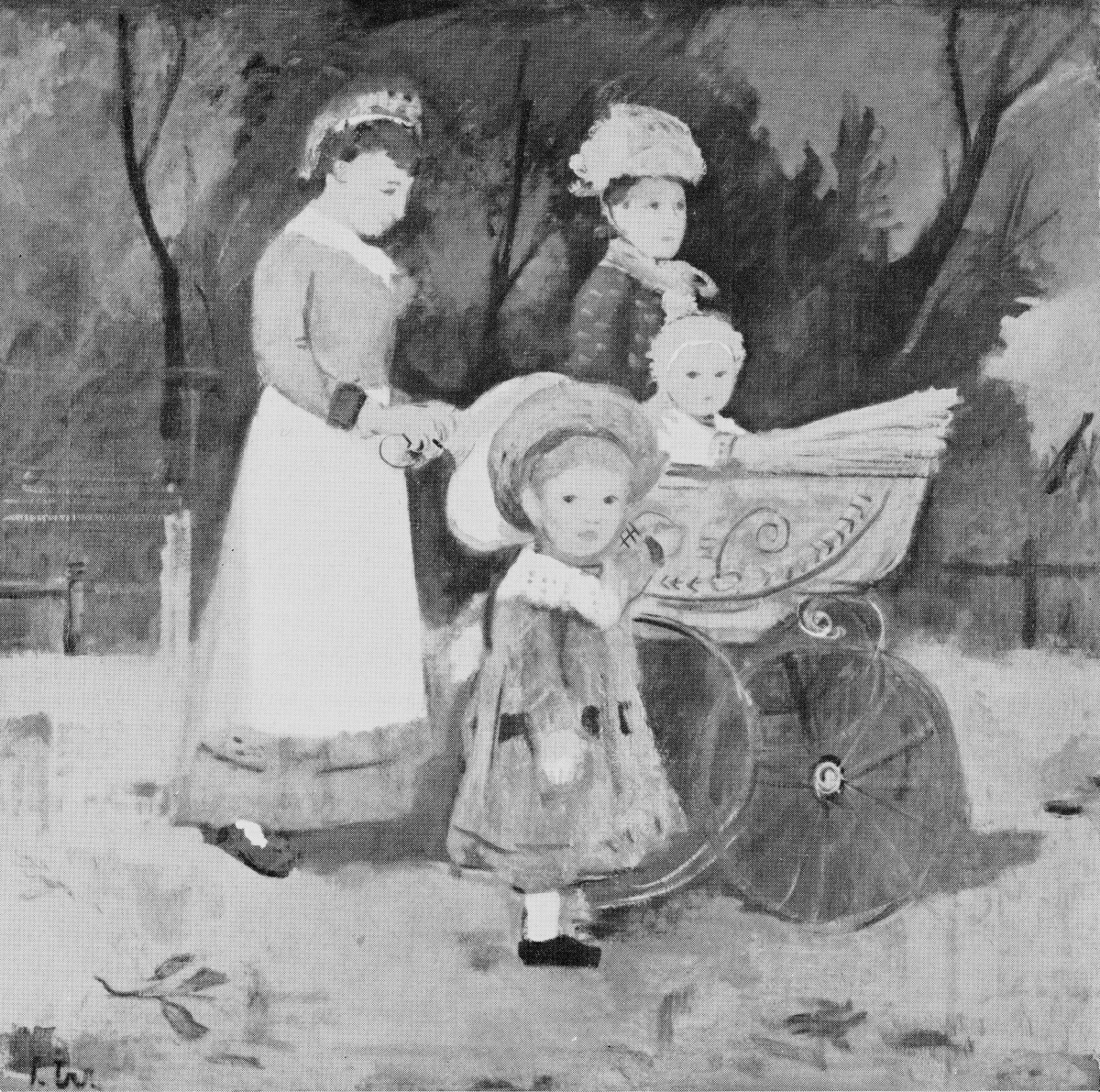
Der Spaziergang, 1903

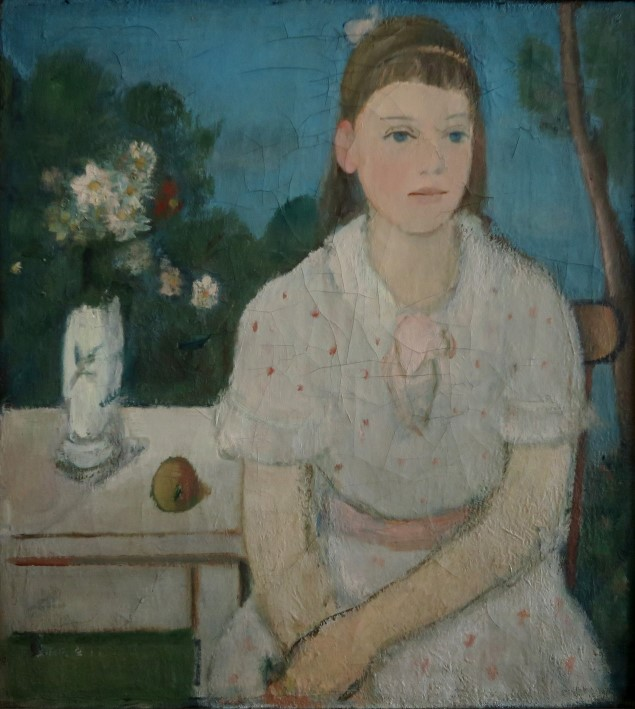
Mädchenbildnis

Richard Seiffert-Wattenberg (* 23. Januar 1874 in Immendorf; † 1. August 1945 in Einbeck) war ein deutscher Maler, Buchautor, Vorsitzender der „Hannoverschen Sezession“ und Kurator des Kunstvereins Hannover.

## Leben
Ludwig Wilhelm Richard Seiffert besuchte das Gymnasium in Braunschweig und absolvierte dann ein Kunststudium in Hamburg und München. 1898–1906 bildete er sich in Paris fort, wo ihn Claude Monet, Édouard Manet, Pierre-Auguste Renoir und Edgar Degas interessierten, wo er sich aber vor allem mit Paul Cézanne beschäftigte. In Deutschland studierte er dann insbesondere die Sammlungen in Kassel und Braunschweig.
1909 ließ Seiffert sich in Hannover nieder, heiratete die Witwe seines Freundes Wattenberg und nannte sich seitdem Seiffert-Wattenberg. Der Erste Weltkrieg brachte Veränderungen der Kunstauffassung, und so kam es 1917 zu einer Abspaltung vom Kunstverein Hannover, die sich „Hannoversche Sezession“ nannte. Seiffert-Wattenberg, frühes Mitglied der Kestner-Gesellschaft, wurde zum Vorsitzenden gewählt. Er war es dann auch, der die Sezession 1924 in den Kunstverein zurückführte.
Seiffert-Wattenberg wurde Konservator des Kunstvereins und Organisator der traditionellen Ausstellungen im Frühjahr und Herbst. Nach 1933 haben es die Maler Seiffert-Wattenberg und Bernhard Dörries verstanden, durch Ausstellungen und Jahresgaben zu Themen älterer europäischer Kunst auf die Fragwürdigkeit der rassischen Gegenwartskunst wenigstens mittelbar hinzuweisen. 1937 wurden in der Nazi-Aktion „Entartete Kunst“ neun seiner Tafelbilder aus dem Kestner-Museum und dem Provinzial-Museum Hannover beschlagnahmt und zerstört.
Seiffert-Wattenberg beteiligte sich an einer Ausstellung 1943, die unter dem (nicht ganz zutreffenden) Titel „Junge Kunst im Deutschen Reich“ von der offiziellen Linie Hitlers und Goebbels abweichend in Wien stattfand.
Zum 70. Geburtstag brachte die hannoversche Presse einen Beitrag. Wegen der zunehmenden Luftangriffe auf Hannover siedelte Seiffert-Wattenberg nach Einbeck über. Er konnte so sein Werk retten, überlebte auch den Krieg, starb aber schon 1945 dort. Sein Grabstein wurde von Gerhard Marcks gestaltet. Ein Jahr nach seinem Tode wurde am 3. August 1946 mit einer Feierstunde im Hodler-Saal des Neuen Rathauses eine umfangreiche Gedächtnisausstellung im Kunstverein eröffnet.
Richard Seiffert-Wattenberg war Mitglied im Deutschen Künstlerbund.

## Zum Werk
1908 stellt Seiffert-Wattenberg zum ersten Male in einer Frühjahrs-Ausstellung des Kunstvereins Hannover aus. 1915 zeigte die Zeitschrift „Die Kunst für Alle“ bei der Besprechung der 83. Jahresausstellung des Kunstvereins ein Selbstporträt von ihm und würdigte ihn im Text.
Henri Nannen schrieb anlässlich der Gedächtnisausstellung 1946: „So blieb er bei allem, was er […] von den Franzosen lernte, doch nicht ihr Nachahmer. Als Norddeutscher gehörte er zu einem Menschenschlag, dessen Sinne im besonderen Maße dem Unsichtbaren, Hintergründigen und tiefsinnigen zugewandt ist.“

## Einzelausstellungen
- 1922 Hannover, Kestner-Gesellschaft
- 1926 Hannover, Kestner-Gesellschaft
- 1946 Hannover, Gedächtnisausstellung des Kunstvereins im Landesmuseum
- 1949 Bremen, Kunsthalle[1]
- 1954 Braunschweig, Städtisches Museum[1][9]
- 1971 Einbeck[10]

## Jahresgaben des Kunstvereins Hannover
Auswahl und Anordnung der Bilder in:
- G. Holtje: Schöne Plastik (1931)

als Autor:
- Deutsche Maler bis Holbein. 1933.
- Deutsche Maler von Runge bis Menzel. 1934.
- Aus der Sammlung Oscar Reinhart. 1935.
- Rembrandt Harmensz. van Rijn (1936)
- Van Eyck und Breughel. 1937.